# Шенбах (Рейнланд-Пфальц)
Шенбах (нім. Schönbach) — громада в Німеччині, розташована в землі Рейнланд-Пфальц. Входить до складу району Вульканайфель. Складова частина об'єднання громад Даун.
Площа — 4,67 км2. Населення становить 259 ос. (станом на 31 грудня 2020).